# Nicolas Saboly
Nicolas Saboly (ur. 30 stycznia 1614 w Monteux, zm. 25 lipca 1675 w Awinionie) – francuski poeta i kompozytor.
Ksiądz i organista związany z katedrami w Carpentras (1639–1643), Arles (1643–1646), Aix-en-Provence (1652–1655) i Nîmes (1659). Od roku 1668 aż do śmierci posługę kapłańską sprawował w Awinionie. Jest autorem słów słynnych Noëls (Kolędy) ściśle związanych z prowansalskim folklorem i odznaczających się dużym bogactwem językowym. Początkowo teksty tych kolęd były wydawane bez nut, gdyż Saboly pisał je na ogół do powszechnie znanych melodii. Skomponował także dwie msze polifoniczne i dwa motety.